# Krossen, Telemark
Krossen är en tätort i Vinje kommun i Telemark fylke i södra Norge. Orten ligger där fylkesväg 37 möter fylkesväg 362.
Tidigare utgjorde orten centralort i dåvarande Raulands kommun i Telemark fylke.